# Ley de composición

Árbol de clasificación

En álgebra abstracta, la ley de composición es un tipo de operación binaria que da lugar a distintas estructuras algebraicas.
Se trata de una función o aplicación que toma dos elementos de dos conjuntos dados y los asigna a otro elemento, perteneciente a uno de los dos conjuntos.
Podemos diferenciar ley de composición interna y externa. La ley de composición es interna si la aplicación que la define «mantiene» el mismo conjunto, tanto en el par de conjuntos de partida, como en el de llegada. Si los conjuntos de partida son diferentes entre sí, se dice que la ley de composición es externa.

## Notación
- Para representar las leyes de composición internas, emplearemos los siguientes símbolos:

{\displaystyle \odot \;,\quad \circledcirc \;,\quad \oplus \;,\quad \ominus \;,\quad \circledast \;,\quad \otimes \;,\quad \oslash \;.}
- Estos signos para representar las leyes de composición externa:

{\displaystyle \cdot \;,\quad \circ \;,\quad +\;,\quad -\;,\quad \ast \;,\quad \times \;,\quad \diagup \;.}
- Representaremos a los conjuntos con letras mayúsculas,

{\displaystyle A,B,C,\dots }
- y los elementos de los conjuntos los indicaremos con letras minúsculas:

{\displaystyle a,b,c,d,\dots }

## Clasificación

### Ley de composición interna
Dado un conjunto A y una operación {\displaystyle \odot }, que representaremos como el par {\displaystyle (A,\odot )}, se dice que {\displaystyle \odot } es una ley de composición interna u operación interna en A cuando es una aplicación de la forma siguiente.
{\displaystyle {\begin{array}{rccl}\odot :&A\times A&\longrightarrow &A\\&(a,b)&\longmapsto &c=a\odot b\end{array}}}
Una ley de composición interna asigna a cada par ordenado (a, b), cuyas componentes pertenecen ambas al conjunto A, un tercer elemento c, también contenido en A.
Este elemento c es único para cada par (a, b) determinado, lo cual se expresa en símbolos de la siguiente manera.
{\displaystyle \forall (a,b)\in A\times A\;,\quad \exists !c\in A\;:\quad c=a\odot b}

#### Ejemplos
Son operaciones internas

La función que asigna a dos puntos el punto medio es una ley de composición interna.

1. La suma entre dos números naturales
2. La multiplicación entre dos números racionales
3. La aplicación

{\displaystyle {\begin{array}{rccl}M:&\mathbb {R} ^{2}\times \mathbb {R} ^{2}&\longrightarrow &\mathbb {R} ^{2}\\&(a,b)&\longmapsto &c={\cfrac {a+b}{2}}\end{array}}}

que asigna a cada par de puntos del plano el punto medio del segmento que los une.
4. La unión y la intersección de dos conjuntos.

### Ley de composición externa
Si los dos elementos operados no pertenecen al mismo conjunto la ley de composición es externa, pudiendo diferenciar:

#### Ley de composición externa por la derecha
Dado dos conjunto A y B, y una operación: {\displaystyle \cdot }, que representaremos {\displaystyle (A,B,\cdot )}:
{\displaystyle {\begin{array}{rccl}\cdot :&A\times B&\longrightarrow &A\\&(a,b)&\longmapsto &c=a\cdot b\end{array}}}
por la que definimos una aplicación que, a cada par ordenado (a, b) de A por B, le asigna un c de A.
{\displaystyle \forall (a,b)\in A\times B\,,\quad \exists !c\in A\;:\quad c=a\cdot b}
Para todo par ordenado (a,b) en A por B, se cumple que existe un único c en A, tal que c es el resultado de operar a con b.
Se denomina ley de composición externa por la derecha.

#### Ley de composición externa por la izquierda
Del mismo modo también se considera ley de composición externa, que se denota: {\displaystyle (A,B,\circ )}:
{\displaystyle {\begin{array}{rccl}\circ :&A\times B&\longrightarrow &B\\&(a,b)&\longmapsto &c=a\circ b\end{array}}}
Donde a cada par de valores (a, b) de A por B se le asigna un valor c de B.
{\displaystyle \forall (a,b)\in A\times B\,,\quad \exists !c\in B\;:\quad c=a\circ b}
Para todo par ordenado (a,b) en A por B, se cumple que existe un único c en B, tal que c es el resultado de operar a con b.
Se denomina ley de composición externa por la izquierda.

#### Ejemplos

La función «ensancha» y «comprime» al segmento u, según sea o, respectivamente.

1. Se define la multiplicación por un escalar, por izquierda, como
  
{\displaystyle \cdot :\mathbb {R} \times \mathbb {R} ^{2}\rightarrow \mathbb {R} ^{2}\ /\ {\big (}\lambda ,(x,y){\big )}\mapsto (\lambda x,\lambda y)}
 Esta función, también denotada por {\displaystyle \lambda \cdot (x,y)} o {\displaystyle \lambda (x,y)}, es una ley de composición externa por izquierda.
2. Del mismo es posible definir la multiplicación por derecha, ya que {\displaystyle \mathbb {R} } es un cuerpo conmutativo. En este caso, la función definida constituiría una ley de composición externa por derecha.
3. De modo similar al anterior, puede definirse un producto entre un número real y una función, cuyo resultado es otra función. En general, siempre podemos definir una operación entre los elementos de un cuerpo y un grupo abeliano de modo que resulte una ley de composición externa. Esta es una de las bases para definir el concepto de espacio vectorial.

## Propiedades de una ley de composición interna
Dado un conjunto A no vacío y definida una aplicación de A por A sobre A, donde a cada par ordenado (a,b) se le asigna un valor c de A, que representamos: {\displaystyle (A,\odot )}
{\displaystyle {\begin{array}{rccl}\odot :&A\times A&\longrightarrow &A\\&(a,b)&\longmapsto &c=a\odot b\end{array}}}
Pueden tener las siguientes propiedades:

### Conmutatividad
Se dice que esta ley de composición interna {\displaystyle (A,\odot )}, tiene la propiedad conmutativa si:
{\displaystyle \forall a,b\in A\;:\quad a\odot b=b\odot a}
para todo a, b de A, se cumple que operar a con b es igual a operar b con a.
Esto mismo también puede decirse:
{\displaystyle \nexists a,b\in A\;:\quad a\odot b\neq b\odot a}
Una ley de composición interna {\displaystyle (A,\odot )}, tiene la propiedad conmutativa si: no existen dos valores a, b en A, para los que el resultado de operar a con b sea distinto de operar b con a.

### Asociatividad
Se dice que una ley de composición interna {\displaystyle (A,\odot )}, tiene la propiedad asociativa si:
{\displaystyle \forall a,b,c\in A\;:\quad (a\odot b)\odot c=a\odot (b\odot c)}
para todo a, b, c de A, se cumple que: operar a con b y el resultado con c es igual a operar a con el resultado de operar b con c.
Lo que también puede decirse:
{\displaystyle \nexists a,b,c\in A\;:\quad (a\odot b)\odot c\neq a\odot (b\odot c)}
Una ley de composición interna {\displaystyle (A,\odot )}, tiene la propiedad asociativa si: no existen valores a, b, c en A, para los que operar a con  b y el resultado con c, sea distinto de operar a con el resultado de operar  b con c.

### Elemento neutro
Para un conjunto A, no vacío, dotado de una ley de composición interna: {\displaystyle (A,\odot )}, se dice que este conjunto, con esta ley de composición interna, tiene elemento neutro: e, si se cumple que:
{\displaystyle \forall a\in A\;,\quad \exists e\in A\;:\quad a\odot e=e\odot a=a}
Para todo a de A, existe un e de A que cumple que operando a con e el resultado es a.

### Elemento simétrico
Para un conjunto A, no vacío, dotado de una ley de composición interna: {\displaystyle (A,\odot )}, se dice que este conjunto con esta ley de composición interna, tiene elemento simétrico, si tiene elemento simétrico por la izquierda y por la derecha, si se expresa del siguiente modo:
{\displaystyle \forall a\in A\;,\quad \exists {\overline {a}}\in A\;:\quad a\odot {\overline {a}}={\overline {a}}\odot a=e}
Para todo a en A, existe el simétrico de a en A, que cumple que operando a con su simétrico, es igual a operar el simétrico de a con a, y el resultado es el elemento neutro en el conjunto A, para la ley de composición interna: e.

#### Elemento simétrico por la izquierda
Un conjunto A, no vacío, dotado de una ley de composición interna: {\displaystyle (A,\odot )}, tiene elemento simétrico por la izquierda, si:
{\displaystyle \forall a\in A\;,\quad \exists {\overrightarrow {a}}\in A\;:\quad {\overrightarrow {a}}\odot a=e}
Para todo a en A, existe el simétrico por la izquierda de a en A, que cumple que operando el simétrico de a con a, el resultado es el elemento neutro: e, en el conjunto A, para la ley de composición interna.

#### Elemento simétrico por la derecha
Un conjunto A, no vacío, dotado de una ley de composición interna: {\displaystyle (A,\odot )}, tiene elemento simétrico por la derecha, si:
{\displaystyle \forall a\in A\;,\quad \exists {\overleftarrow {a}}\in A\;:\quad a\odot {\overleftarrow {a}}=e}
Para todo a en A, existe el simétrico por la derecha de a en A, que cumple que operando a con el simétrico de a, el resultado es el elemento neutro: e, en el conjunto A, para la ley de composición interna.

## Propiedades de dos leyes de composición interna
Dado un conjunto A no vacío y definidas dos aplicación de A por A sobre A, donde a cada par ordenado (a,b) se le asigna un valor c de A, con la primera ley de composición que representamos: {\displaystyle (A,\odot )} y un valor d de A, con la segunda ley de composición, que representamos {\displaystyle (A,\circledcirc )}
{\displaystyle {\begin{array}{rccl}\odot :&A\times A&\longrightarrow &A\\&(a,b)&\longmapsto &c=a\odot b\end{array}}\quad \quad \quad {\begin{array}{rccl}\circledcirc :&A\times A&\longrightarrow &A\\&(a,b)&\longmapsto &d=a\circledcirc b\end{array}}}
Pueden tener las siguientes propiedades:

### Distributividad
Dado un conjunto A, no vacío, en el que se han definido dos leyes de composición internas, que denotamos: {\displaystyle (A,\odot ,\circledcirc )}, tiene la primera propiedad distributiva sobre la segunda si es distributiva por la izquierda y por la derecha.

#### Distributividad por la izquierda
Para un conjunto A, no vacío, con dos leyes de composición internas: {\displaystyle (A,\odot ,\circledcirc )}, la primera es distributiva por la izquierda sobre la segunda si:
{\displaystyle \forall a,b,c\in A\;:\quad a\odot (b\circledcirc c)=(a\odot b)\circledcirc (a\odot c)}
Para todo a, b, c de A, se cumple que: operar con la primera ley  a con el resultado de operar con la segunda ley b con c es igual al resultado de operar con la segunda ley los resultados de operar con la primera ley a con b y a con c.

#### Distributividad por la derecha
Para un conjunto A, no vacío, con dos leyes de composición internas: {\displaystyle (A,\odot ,\circledcirc )}, la primera es distributiva por la derecha sobre la segunda si:
{\displaystyle \forall a,b,c\in A\;:\quad (a\circledcirc b)\odot c=(a\odot c)\circledcirc (b\odot c)}
Para todo a, b, c de A, se cumple que: operar con la primera ley, el resultado de operar por la segunda ley  a con b, con c es igual al resultado de operar con la segunda ley, los resultados de operar con la primera ley a con c y b con c.

## Propiedades de las leyes de composición externa

### Conmutatividad
Dados dos conjuntos, no vacíos:
{\displaystyle A=\{a,b,c,d,\dots \}}
{\displaystyle K=\{u,v,w,x,\dots \}}
En el que se ha definido una ley de composición externa {\displaystyle \cdot }, que representaremos {\displaystyle (A,K,\cdot )}:
{\displaystyle {\begin{array}{rccl}\cdot :&A\times K&\longrightarrow &A\\&(a,u)&\longmapsto &b=a\cdot u\end{array}}}
por la que definimos una aplicación que, a cada par ordenado (a, u) de A por K, le asigna un b de A.
{\displaystyle \forall (a,u)\in A\times K\;,\quad \exists !b\in A\;:\quad b=a\cdot u}
Esta ley de composición tiene la propiedad conmutativa si se cumple que:
{\displaystyle \forall (a,u)\in A\times K\;:\quad a\cdot u=u\cdot a}
por lo tanto esta ley de composición externa se puede definir indistintamente de estos dos modos:
{\displaystyle {\begin{array}{rccl}\cdot :&A\times K&\longrightarrow &A\\&(a,u)&\longmapsto &b=a\cdot u\end{array}}}
o de forma equivalente:
{\displaystyle {\begin{array}{rccl}\cdot :&K\times A&\longrightarrow &A\\&(u,a)&\longmapsto &b=u\cdot a\end{array}}}
Estas dos expresiones solo son iguales si la ley de composición es conmutativa, en el resto de los casos se debe tener cuidado en el orden de los operandos, dado que puede que la operación no pueda realizarse o que de resultados diferentes.

### Distributividad
Dado un conjunto A y una ley de composición interna: {\displaystyle (A,\odot )} y un segundo conjunto K, que junto con A tiene una ley de composición externa {\displaystyle (A,K,\cdot )}. Dando lugar a la estructura algebraica:{\displaystyle (A,K,\odot ,\cdot )}, la ley de composición externa es distributiva sobre la interna si es distributiva por la derecha y por la izquierda.

#### Distributiva por la derecha
Dado un conjunto A y una ley de composición interna:
{\displaystyle {\begin{array}{rccl}\odot :&A\times A&\longrightarrow &A\\&(a,b)&\longmapsto &c=a\odot b\end{array}}}
Y un segundo conjunto K que tiene con A una ley de composición externa:
{\displaystyle {\begin{array}{rccl}\cdot :&K\times A&\longrightarrow &A\\&(u,a)&\longmapsto &b=u\cdot a\end{array}}}
Se dice que la ley de composición externa es distributiva por la derecha sobre la interna si:
{\displaystyle u\cdot (a\odot b)=(u\cdot a)\odot (u\cdot b)}

#### Distributiva por la izquierda
Dado un conjunto A que tiene una ley de composición interna:
{\displaystyle {\begin{array}{rccl}\odot :&A\times A&\longrightarrow &A\\&(a,b)&\longmapsto &c=a\odot b\end{array}}}
Y un conjunto K que tiene con A una ley de composición externa:
{\displaystyle {\begin{array}{rccl}\cdot :&A\times K&\longrightarrow &A\\&(a,u)&\longmapsto &b=a\cdot u\end{array}}}
Se dice que la ley de composición externa es distributiva por la izquierda sobre la interna cuando se cumple que:
{\displaystyle (a\odot b)\cdot u=(a\cdot u)\odot (b\cdot u)}

## Estructura algebraica
Dado uno o más conjuntos dotados de una o más leyes de composición, cada uno de esos grupos de conjuntos y sus leyes de composición son una estructura algebraica, independientemente del aspecto del conjunto y de la ley de composición. Distintos conjuntos y operaciones pueden tener una misma estructura algebraica que define las operaciones que se pueden realizar. Veamos algunas de estas.

### Una ley de composición interna
Sea A un conjunto. En principio, si definimos 
{\displaystyle {\begin{array}{rccl}\oplus :&A\times A&\longrightarrow &A\\&(a,b)&\longmapsto &c=a\oplus b\end{array}}}
el par {\displaystyle (A,\oplus )} se denomina magma. La estructura de magma garantiza la existencia y unicidad del resultado de la operación, puesto que, cualesquiera sean {\displaystyle a,b\in A}, existe un único {\displaystyle c\in A}, que es el resultado de operar a con b.
| Magma              | \| Conjunto \| \| Ley de composición \| \| Interna \| |
| Conjunto           |                                                       |
| Ley de composición |                                                       |
| Interna            |                                                       |

| Conjunto           |
| Ley de composición |
| Interna            |

| Magma              | \| Conjunto \| \| Ley de composición \| \| Interna \| |
| Conjunto           |                                                       |
| Ley de composición |                                                       |
| Interna            |                                                       |

| Conjunto           |
| Ley de composición |
| Interna            |

| Magma              | \| Conjunto \| \| Ley de composición \| \| Interna \| |
| Conjunto           |                                                       |
| Ley de composición |                                                       |
| Interna            |                                                       |

| Conjunto           |
| Ley de composición |
| Interna            |

| Magma              | \| Conjunto \| \| Ley de composición \| \| Interna \| |
| Conjunto           |                                                       |
| Ley de composición |                                                       |
| Interna            |                                                       |

| Conjunto           |
| Ley de composición |
| Interna            |

| Magma              | \| Conjunto \| \| Ley de composición \| \| Interna \| |
| Conjunto           |                                                       |
| Ley de composición |                                                       |
| Interna            |                                                       |

| Conjunto           |
| Ley de composición |
| Interna            |

| Magma              | \| Conjunto \| \| Ley de composición \| \| Interna \| |
| Conjunto           |                                                       |
| Ley de composición |                                                       |
| Interna            |                                                       |

| Conjunto           |
| Ley de composición |
| Interna            |

| Magma              | \| Conjunto \| \| Ley de composición \| \| Interna \| |
| Conjunto           |                                                       |
| Ley de composición |                                                       |
| Interna            |                                                       |

| Conjunto           |
| Ley de composición |
| Interna            |

| Magma              | \| Conjunto \| \| Ley de composición \| \| Interna \| |
| Conjunto           |                                                       |
| Ley de composición |                                                       |
| Interna            |                                                       |

| Conjunto           |
| Ley de composición |
| Interna            |

| Magma              | \| Conjunto \| \| Ley de composición \| \| Interna \| |
| Conjunto           |                                                       |
| Ley de composición |                                                       |
| Interna            |                                                       |

| Conjunto           |
| Ley de composición |
| Interna            |

| Magma              | \| Conjunto \| \| Ley de composición \| \| Interna \| |
| Conjunto           |                                                       |
| Ley de composición |                                                       |
| Interna            |                                                       |

| Conjunto           |
| Ley de composición |
| Interna            |

| Magma              | \| Conjunto \| \| Ley de composición \| \| Interna \| |
| Conjunto           |                                                       |
| Ley de composición |                                                       |
| Interna            |                                                       |

| Conjunto           |
| Ley de composición |
| Interna            |

| Magma              | \| Conjunto \| \| Ley de composición \| \| Interna \| |
| Conjunto           |                                                       |
| Ley de composición |                                                       |
| Interna            |                                                       |

| Conjunto           |
| Ley de composición |
| Interna            |

| Magma              | \| Conjunto \| \| Ley de composición \| \| Interna \| |
| Conjunto           |                                                       |
| Ley de composición |                                                       |
| Interna            |                                                       |

| Conjunto           |
| Ley de composición |
| Interna            |

| Magma              | \| Conjunto \| \| Ley de composición \| \| Interna \| |
| Conjunto           |                                                       |
| Ley de composición |                                                       |
| Interna            |                                                       |

| Conjunto           |
| Ley de composición |
| Interna            |

| Magma              | \| Conjunto \| \| Ley de composición \| \| Interna \| |
| Conjunto           |                                                       |
| Ley de composición |                                                       |
| Interna            |                                                       |

| Conjunto           |
| Ley de composición |
| Interna            |

| Magma              | \| Conjunto \| \| Ley de composición \| \| Interna \| |
| Conjunto           |                                                       |
| Ley de composición |                                                       |
| Interna            |                                                       |

| Conjunto           |
| Ley de composición |
| Interna            |

| Magma              | \| Conjunto \| \| Ley de composición \| \| Interna \| |
| Conjunto           |                                                       |
| Ley de composición |                                                       |
| Interna            |                                                       |

| Conjunto           |
| Ley de composición |
| Interna            |

| Magma              | \| Conjunto \| \| Ley de composición \| \| Interna \| |
| Conjunto           |                                                       |
| Ley de composición |                                                       |
| Interna            |                                                       |

| Conjunto           |
| Ley de composición |
| Interna            |

| Magma              | \| Conjunto \| \| Ley de composición \| \| Interna \| |
| Conjunto           |                                                       |
| Ley de composición |                                                       |
| Interna            |                                                       |

| Conjunto           |
| Ley de composición |
| Interna            |

| Magma              | \| Conjunto \| \| Ley de composición \| \| Interna \| |
| Conjunto           |                                                       |
| Ley de composición |                                                       |
| Interna            |                                                       |

| Conjunto           |
| Ley de composición |
| Interna            |

| Magma              | \| Conjunto \| \| Ley de composición \| \| Interna \| |
| Conjunto           |                                                       |
| Ley de composición |                                                       |
| Interna            |                                                       |

| Conjunto           |
| Ley de composición |
| Interna            |

| Magma              | \| Conjunto \| \| Ley de composición \| \| Interna \| |
| Conjunto           |                                                       |
| Ley de composición |                                                       |
| Interna            |                                                       |

| Conjunto           |
| Ley de composición |
| Interna            |

| Magma              | \| Conjunto \| \| Ley de composición \| \| Interna \| |
| Conjunto           |                                                       |
| Ley de composición |                                                       |
| Interna            |                                                       |

| Conjunto           |
| Ley de composición |
| Interna            |

| Magma              | \| Conjunto \| \| Ley de composición \| \| Interna \| |
| Conjunto           |                                                       |
| Ley de composición |                                                       |
| Interna            |                                                       |

| Conjunto           |
| Ley de composición |
| Interna            |

| Magma              | \| Conjunto \| \| Ley de composición \| \| Interna \| |
| Conjunto           |                                                       |
| Ley de composición |                                                       |
| Interna            |                                                       |

| Conjunto           |
| Ley de composición |
| Interna            |

| Magma              | \| Conjunto \| \| Ley de composición \| \| Interna \| |
| Conjunto           |                                                       |
| Ley de composición |                                                       |
| Interna            |                                                       |

| Conjunto           |
| Ley de composición |
| Interna            |

| Magma              | \| Conjunto \| \| Ley de composición \| \| Interna \| |
| Conjunto           |                                                       |
| Ley de composición |                                                       |
| Interna            |                                                       |

| Conjunto           |
| Ley de composición |
| Interna            |

| Magma              | \| Conjunto \| \| Ley de composición \| \| Interna \| |
| Conjunto           |                                                       |
| Ley de composición |                                                       |
| Interna            |                                                       |

| Conjunto           |
| Ley de composición |
| Interna            |

| Magma              | \| Conjunto \| \| Ley de composición \| \| Interna \| |
| Conjunto           |                                                       |
| Ley de composición |                                                       |
| Interna            |                                                       |

| Conjunto           |
| Ley de composición |
| Interna            |

| Magma              | \| Conjunto \| \| Ley de composición \| \| Interna \| |
| Conjunto           |                                                       |
| Ley de composición |                                                       |
| Interna            |                                                       |

| Conjunto           |
| Ley de composición |
| Interna            |

| Magma              | \| Conjunto \| \| Ley de composición \| \| Interna \| |
| Conjunto           |                                                       |
| Ley de composición |                                                       |
| Interna            |                                                       |

| Conjunto           |
| Ley de composición |
| Interna            |

| Magma              | \| Conjunto \| \| Ley de composición \| \| Interna \| |
| Conjunto           |                                                       |
| Ley de composición |                                                       |
| Interna            |                                                       |

| Conjunto           |
| Ley de composición |
| Interna            |

| Magma              | \| Conjunto \| \| Ley de composición \| \| Interna \| |
| Conjunto           |                                                       |
| Ley de composición |                                                       |
| Interna            |                                                       |

| Conjunto           |
| Ley de composición |
| Interna            |

| Magma              | \| Conjunto \| \| Ley de composición \| \| Interna \| |
| Conjunto           |                                                       |
| Ley de composición |                                                       |
| Interna            |                                                       |

| Conjunto           |
| Ley de composición |
| Interna            |

| Magma              | \| Conjunto \| \| Ley de composición \| \| Interna \| |
| Conjunto           |                                                       |
| Ley de composición |                                                       |
| Interna            |                                                       |

| Conjunto           |
| Ley de composición |
| Interna            |

| Magma              | \| Conjunto \| \| Ley de composición \| \| Interna \| |
| Conjunto           |                                                       |
| Ley de composición |                                                       |
| Interna            |                                                       |

| Conjunto           |
| Ley de composición |
| Interna            |

| Magma              | \| Conjunto \| \| Ley de composición \| \| Interna \| |
| Conjunto           |                                                       |
| Ley de composición |                                                       |
| Interna            |                                                       |

| Conjunto           |
| Ley de composición |
| Interna            |

| Magma              | \| Conjunto \| \| Ley de composición \| \| Interna \| |
| Conjunto           |                                                       |
| Ley de composición |                                                       |
| Interna            |                                                       |

| Conjunto           |
| Ley de composición |
| Interna            |

| Magma              | \| Conjunto \| \| Ley de composición \| \| Interna \| |
| Conjunto           |                                                       |
| Ley de composición |                                                       |
| Interna            |                                                       |

| Conjunto           |
| Ley de composición |
| Interna            |

| Magma              | \| Conjunto \| \| Ley de composición \| \| Interna \| |
| Conjunto           |                                                       |
| Ley de composición |                                                       |
| Interna            |                                                       |

| Conjunto           |
| Ley de composición |
| Interna            |

| Magma              | \| Conjunto \| \| Ley de composición \| \| Interna \| |
| Conjunto           |                                                       |
| Ley de composición |                                                       |
| Interna            |                                                       |

| Conjunto           |
| Ley de composición |
| Interna            |

| Magma              | \| Conjunto \| \| Ley de composición \| \| Interna \| |
| Conjunto           |                                                       |
| Ley de composición |                                                       |
| Interna            |                                                       |

| Conjunto           |
| Ley de composición |
| Interna            |

| Magma              | \| Conjunto \| \| Ley de composición \| \| Interna \| |
| Conjunto           |                                                       |
| Ley de composición |                                                       |
| Interna            |                                                       |

| Conjunto           |
| Ley de composición |
| Interna            |

| Magma              | \| Conjunto \| \| Ley de composición \| \| Interna \| |
| Conjunto           |                                                       |
| Ley de composición |                                                       |
| Interna            |                                                       |

| Conjunto           |
| Ley de composición |
| Interna            |

| Magma              | \| Conjunto \| \| Ley de composición \| \| Interna \| |
| Conjunto           |                                                       |
| Ley de composición |                                                       |
| Interna            |                                                       |

| Conjunto           |
| Ley de composición |
| Interna            |

| Magma              | \| Conjunto \| \| Ley de composición \| \| Interna \| |
| Conjunto           |                                                       |
| Ley de composición |                                                       |
| Interna            |                                                       |

| Conjunto           |
| Ley de composición |
| Interna            |

| Magma              | \| Conjunto \| \| Ley de composición \| \| Interna \| |
| Conjunto           |                                                       |
| Ley de composición |                                                       |
| Interna            |                                                       |

| Conjunto           |
| Ley de composición |
| Interna            |

| Magma              | \| Conjunto \| \| Ley de composición \| \| Interna \| |
| Conjunto           |                                                       |
| Ley de composición |                                                       |
| Interna            |                                                       |

| Conjunto           |
| Ley de composición |
| Interna            |

| Magma              | \| Conjunto \| \| Ley de composición \| \| Interna \| |
| Conjunto           |                                                       |
| Ley de composición |                                                       |
| Interna            |                                                       |

| Conjunto           |
| Ley de composición |
| Interna            |

| Magma              | \| Conjunto \| \| Ley de composición \| \| Interna \| |
| Conjunto           |                                                       |
| Ley de composición |                                                       |
| Interna            |                                                       |

| Conjunto           |
| Ley de composición |
| Interna            |

| Magma              | \| Conjunto \| \| Ley de composición \| \| Interna \| |
| Conjunto           |                                                       |
| Ley de composición |                                                       |
| Interna            |                                                       |

| Conjunto           |
| Ley de composición |
| Interna            |

| Magma              | \| Conjunto \| \| Ley de composición \| \| Interna \| |
| Conjunto           |                                                       |
| Ley de composición |                                                       |
| Interna            |                                                       |

| Conjunto           |
| Ley de composición |
| Interna            |

| Magma              | \| Conjunto \| \| Ley de composición \| \| Interna \| |
| Conjunto           |                                                       |
| Ley de composición |                                                       |
| Interna            |                                                       |

| Conjunto           |
| Ley de composición |
| Interna            |

| Magma              | \| Conjunto \| \| Ley de composición \| \| Interna \| |
| Conjunto           |                                                       |
| Ley de composición |                                                       |
| Interna            |                                                       |

| Conjunto           |
| Ley de composición |
| Interna            |

| Magma              | \| Conjunto \| \| Ley de composición \| \| Interna \| |
| Conjunto           |                                                       |
| Ley de composición |                                                       |
| Interna            |                                                       |

| Conjunto           |
| Ley de composición |
| Interna            |

| Magma              | \| Conjunto \| \| Ley de composición \| \| Interna \| |
| Conjunto           |                                                       |
| Ley de composición |                                                       |
| Interna            |                                                       |

| Conjunto           |
| Ley de composición |
| Interna            |

| Magma              | \| Conjunto \| \| Ley de composición \| \| Interna \| |
| Conjunto           |                                                       |
| Ley de composición |                                                       |
| Interna            |                                                       |

| Conjunto           |
| Ley de composición |
| Interna            |

| Magma              | \| Conjunto \| \| Ley de composición \| \| Interna \| |
| Conjunto           |                                                       |
| Ley de composición |                                                       |
| Interna            |                                                       |

| Conjunto           |
| Ley de composición |
| Interna            |

| Magma              | \| Conjunto \| \| Ley de composición \| \| Interna \| |
| Conjunto           |                                                       |
| Ley de composición |                                                       |
| Interna            |                                                       |

| Conjunto           |
| Ley de composición |
| Interna            |

| Magma              | \| Conjunto \| \| Ley de composición \| \| Interna \| |
| Conjunto           |                                                       |
| Ley de composición |                                                       |
| Interna            |                                                       |

| Conjunto           |
| Ley de composición |
| Interna            |

| Magma              | \| Conjunto \| \| Ley de composición \| \| Interna \| |
| Conjunto           |                                                       |
| Ley de composición |                                                       |
| Interna            |                                                       |

| Conjunto           |
| Ley de composición |
| Interna            |

| Magma              | \| Conjunto \| \| Ley de composición \| \| Interna \| |
| Conjunto           |                                                       |
| Ley de composición |                                                       |
| Interna            |                                                       |

| Conjunto           |
| Ley de composición |
| Interna            |

| Magma              | \| Conjunto \| \| Ley de composición \| \| Interna \| |
| Conjunto           |                                                       |
| Ley de composición |                                                       |
| Interna            |                                                       |

| Conjunto           |
| Ley de composición |
| Interna            |

| Magma              | \| Conjunto \| \| Ley de composición \| \| Interna \| |
| Conjunto           |                                                       |
| Ley de composición |                                                       |
| Interna            |                                                       |

| Conjunto           |
| Ley de composición |
| Interna            |

| Magma              | \| Conjunto \| \| Ley de composición \| \| Interna \| |
| Conjunto           |                                                       |
| Ley de composición |                                                       |
| Interna            |                                                       |

| Conjunto           |
| Ley de composición |
| Interna            |

| Magma              | \| Conjunto \| \| Ley de composición \| \| Interna \| |
| Conjunto           |                                                       |
| Ley de composición |                                                       |
| Interna            |                                                       |

| Conjunto           |
| Ley de composición |
| Interna            |

| Magma              | \| Conjunto \| \| Ley de composición \| \| Interna \| |
| Conjunto           |                                                       |
| Ley de composición |                                                       |
| Interna            |                                                       |

| Conjunto           |
| Ley de composición |
| Interna            |

| Magma              | \| Conjunto \| \| Ley de composición \| \| Interna \| |
| Conjunto           |                                                       |
| Ley de composición |                                                       |
| Interna            |                                                       |

| Conjunto           |
| Ley de composición |
| Interna            |

| Magma              | \| Conjunto \| \| Ley de composición \| \| Interna \| |
| Conjunto           |                                                       |
| Ley de composición |                                                       |
| Interna            |                                                       |

| Conjunto           |
| Ley de composición |
| Interna            |

| Magma              | \| Conjunto \| \| Ley de composición \| \| Interna \| |
| Conjunto           |                                                       |
| Ley de composición |                                                       |
| Interna            |                                                       |

| Conjunto           |
| Ley de composición |
| Interna            |

| Magma              | \| Conjunto \| \| Ley de composición \| \| Interna \| |
| Conjunto           |                                                       |
| Ley de composición |                                                       |
| Interna            |                                                       |

| Conjunto           |
| Ley de composición |
| Interna            |

| Magma              | \| Conjunto \| \| Ley de composición \| \| Interna \| |
| Conjunto           |                                                       |
| Ley de composición |                                                       |
| Interna            |                                                       |

| Conjunto           |
| Ley de composición |
| Interna            |

| Magma              | \| Conjunto \| \| Ley de composición \| \| Interna \| |
| Conjunto           |                                                       |
| Ley de composición |                                                       |
| Interna            |                                                       |

| Conjunto           |
| Ley de composición |
| Interna            |

| Magma              | \| Conjunto \| \| Ley de composición \| \| Interna \| |
| Conjunto           |                                                       |
| Ley de composición |                                                       |
| Interna            |                                                       |

| Conjunto           |
| Ley de composición |
| Interna            |

| Magma              | \| Conjunto \| \| Ley de composición \| \| Interna \| |
| Conjunto           |                                                       |
| Ley de composición |                                                       |
| Interna            |                                                       |

| Conjunto           |
| Ley de composición |
| Interna            |

| Magma              | \| Conjunto \| \| Ley de composición \| \| Interna \| |
| Conjunto           |                                                       |
| Ley de composición |                                                       |
| Interna            |                                                       |

| Conjunto           |
| Ley de composición |
| Interna            |

| Magma              | \| Conjunto \| \| Ley de composición \| \| Interna \| |
| Conjunto           |                                                       |
| Ley de composición |                                                       |
| Interna            |                                                       |

| Conjunto           |
| Ley de composición |
| Interna            |

| Magma              | \| Conjunto \| \| Ley de composición \| \| Interna \| |
| Conjunto           |                                                       |
| Ley de composición |                                                       |
| Interna            |                                                       |

| Conjunto           |
| Ley de composición |
| Interna            |

| Magma              | \| Conjunto \| \| Ley de composición \| \| Interna \| |
| Conjunto           |                                                       |
| Ley de composición |                                                       |
| Interna            |                                                       |

| Conjunto           |
| Ley de composición |
| Interna            |

| Magma              | \| Conjunto \| \| Ley de composición \| \| Interna \| |
| Conjunto           |                                                       |
| Ley de composición |                                                       |
| Interna            |                                                       |

| Conjunto           |
| Ley de composición |
| Interna            |

| Magma              | \| Conjunto \| \| Ley de composición \| \| Interna \| |
| Conjunto           |                                                       |
| Ley de composición |                                                       |
| Interna            |                                                       |

| Conjunto           |
| Ley de composición |
| Interna            |

| Magma              | \| Conjunto \| \| Ley de composición \| \| Interna \| |
| Conjunto           |                                                       |
| Ley de composición |                                                       |
| Interna            |                                                       |

| Conjunto           |
| Ley de composición |
| Interna            |

| Magma              | \| Conjunto \| \| Ley de composición \| \| Interna \| |
| Conjunto           |                                                       |
| Ley de composición |                                                       |
| Interna            |                                                       |

| Conjunto           |
| Ley de composición |
| Interna            |

| Magma              | \| Conjunto \| \| Ley de composición \| \| Interna \| |
| Conjunto           |                                                       |
| Ley de composición |                                                       |
| Interna            |                                                       |

| Conjunto           |
| Ley de composición |
| Interna            |

| Magma              | \| Conjunto \| \| Ley de composición \| \| Interna \| |
| Conjunto           |                                                       |
| Ley de composición |                                                       |
| Interna            |                                                       |

| Conjunto           |
| Ley de composición |
| Interna            |

| Magma              | \| Conjunto \| \| Ley de composición \| \| Interna \| |
| Conjunto           |                                                       |
| Ley de composición |                                                       |
| Interna            |                                                       |

| Conjunto           |
| Ley de composición |
| Interna            |

| Magma              | \| Conjunto \| \| Ley de composición \| \| Interna \| |
| Conjunto           |                                                       |
| Ley de composición |                                                       |
| Interna            |                                                       |

| Conjunto           |
| Ley de composición |
| Interna            |

| Magma              | \| Conjunto \| \| Ley de composición \| \| Interna \| |
| Conjunto           |                                                       |
| Ley de composición |                                                       |
| Interna            |                                                       |

| Conjunto           |
| Ley de composición |
| Interna            |

| Magma              | \| Conjunto \| \| Ley de composición \| \| Interna \| |
| Conjunto           |                                                       |
| Ley de composición |                                                       |
| Interna            |                                                       |

| Conjunto           |
| Ley de composición |
| Interna            |

| Magma              | \| Conjunto \| \| Ley de composición \| \| Interna \| |
| Conjunto           |                                                       |
| Ley de composición |                                                       |
| Interna            |                                                       |

| Conjunto           |
| Ley de composición |
| Interna            |

| Magma              | \| Conjunto \| \| Ley de composición \| \| Interna \| |
| Conjunto           |                                                       |
| Ley de composición |                                                       |
| Interna            |                                                       |

| Conjunto           |
| Ley de composición |
| Interna            |

| Magma              | \| Conjunto \| \| Ley de composición \| \| Interna \| |
| Conjunto           |                                                       |
| Ley de composición |                                                       |
| Interna            |                                                       |

| Conjunto           |
| Ley de composición |
| Interna            |

| Magma              | \| Conjunto \| \| Ley de composición \| \| Interna \| |
| Conjunto           |                                                       |
| Ley de composición |                                                       |
| Interna            |                                                       |

| Conjunto           |
| Ley de composición |
| Interna            |

| Magma              | \| Conjunto \| \| Ley de composición \| \| Interna \| |
| Conjunto           |                                                       |
| Ley de composición |                                                       |
| Interna            |                                                       |

| Conjunto           |
| Ley de composición |
| Interna            |

| Magma              | \| Conjunto \| \| Ley de composición \| \| Interna \| |
| Conjunto           |                                                       |
| Ley de composición |                                                       |
| Interna            |                                                       |

| Conjunto           |
| Ley de composición |
| Interna            |

| Magma              | \| Conjunto \| \| Ley de composición \| \| Interna \| |
| Conjunto           |                                                       |
| Ley de composición |                                                       |
| Interna            |                                                       |

| Conjunto           |
| Ley de composición |
| Interna            |

| Magma              | \| Conjunto \| \| Ley de composición \| \| Interna \| |
| Conjunto           |                                                       |
| Ley de composición |                                                       |
| Interna            |                                                       |

| Conjunto           |
| Ley de composición |
| Interna            |

| Magma              | \| Conjunto \| \| Ley de composición \| \| Interna \| |
| Conjunto           |                                                       |
| Ley de composición |                                                       |
| Interna            |                                                       |

| Conjunto           |
| Ley de composición |
| Interna            |

| Magma              | \| Conjunto \| \| Ley de composición \| \| Interna \| |
| Conjunto           |                                                       |
| Ley de composición |                                                       |
| Interna            |                                                       |

| Conjunto           |
| Ley de composición |
| Interna            |

| Magma              | \| Conjunto \| \| Ley de composición \| \| Interna \| |
| Conjunto           |                                                       |
| Ley de composición |                                                       |
| Interna            |                                                       |

| Conjunto           |
| Ley de composición |
| Interna            |

| Magma              | \| Conjunto \| \| Ley de composición \| \| Interna \| |
| Conjunto           |                                                       |
| Ley de composición |                                                       |
| Interna            |                                                       |

| Conjunto           |
| Ley de composición |
| Interna            |

| Magma              | \| Conjunto \| \| Ley de composición \| \| Interna \| |
| Conjunto           |                                                       |
| Ley de composición |                                                       |
| Interna            |                                                       |

| Conjunto           |
| Ley de composición |
| Interna            |

| Magma              | \| Conjunto \| \| Ley de composición \| \| Interna \| |
| Conjunto           |                                                       |
| Ley de composición |                                                       |
| Interna            |                                                       |

| Conjunto           |
| Ley de composición |
| Interna            |

| Magma              | \| Conjunto \| \| Ley de composición \| \| Interna \| |
| Conjunto           |                                                       |
| Ley de composición |                                                       |
| Interna            |                                                       |

| Conjunto           |
| Ley de composición |
| Interna            |

| Magma              | \| Conjunto \| \| Ley de composición \| \| Interna \| |
| Conjunto           |                                                       |
| Ley de composición |                                                       |
| Interna            |                                                       |

| Conjunto           |
| Ley de composición |
| Interna            |

| Magma              | \| Conjunto \| \| Ley de composición \| \| Interna \| |
| Conjunto           |                                                       |
| Ley de composición |                                                       |
| Interna            |                                                       |

| Conjunto           |
| Ley de composición |
| Interna            |

| Magma              | \| Conjunto \| \| Ley de composición \| \| Interna \| |
| Conjunto           |                                                       |
| Ley de composición |                                                       |
| Interna            |                                                       |

| Conjunto           |
| Ley de composición |
| Interna            |

| Magma              | \| Conjunto \| \| Ley de composición \| \| Interna \| |
| Conjunto           |                                                       |
| Ley de composición |                                                       |
| Interna            |                                                       |

| Conjunto           |
| Ley de composición |
| Interna            |

| Magma              | \| Conjunto \| \| Ley de composición \| \| Interna \| |
| Conjunto           |                                                       |
| Ley de composición |                                                       |
| Interna            |                                                       |

| Conjunto           |
| Ley de composición |
| Interna            |

| Magma              | \| Conjunto \| \| Ley de composición \| \| Interna \| |
| Conjunto           |                                                       |
| Ley de composición |                                                       |
| Interna            |                                                       |

| Conjunto           |
| Ley de composición |
| Interna            |

| Magma              | \| Conjunto \| \| Ley de composición \| \| Interna \| |
| Conjunto           |                                                       |
| Ley de composición |                                                       |
| Interna            |                                                       |

| Conjunto           |
| Ley de composición |
| Interna            |

| Magma              | \| Conjunto \| \| Ley de composición \| \| Interna \| |
| Conjunto           |                                                       |
| Ley de composición |                                                       |
| Interna            |                                                       |

| Conjunto           |
| Ley de composición |
| Interna            |

| Magma              | \| Conjunto \| \| Ley de composición \| \| Interna \| |
| Conjunto           |                                                       |
| Ley de composición |                                                       |
| Interna            |                                                       |

| Conjunto           |
| Ley de composición |
| Interna            |

| Magma              | \| Conjunto \| \| Ley de composición \| \| Interna \| |
| Conjunto           |                                                       |
| Ley de composición |                                                       |
| Interna            |                                                       |

| Conjunto           |
| Ley de composición |
| Interna            |

| Magma              | \| Conjunto \| \| Ley de composición \| \| Interna \| |
| Conjunto           |                                                       |
| Ley de composición |                                                       |
| Interna            |                                                       |

| Conjunto           |
| Ley de composición |
| Interna            |

| Magma              | \| Conjunto \| \| Ley de composición \| \| Interna \| |
| Conjunto           |                                                       |
| Ley de composición |                                                       |
| Interna            |                                                       |

| Conjunto           |
| Ley de composición |
| Interna            |

| Magma              | \| Conjunto \| \| Ley de composición \| \| Interna \| |
| Conjunto           |                                                       |
| Ley de composición |                                                       |
| Interna            |                                                       |

| Conjunto           |
| Ley de composición |
| Interna            |

| Magma              | \| Conjunto \| \| Ley de composición \| \| Interna \| |
| Conjunto           |                                                       |
| Ley de composición |                                                       |
| Interna            |                                                       |

| Conjunto           |
| Ley de composición |
| Interna            |

| Magma              | \| Conjunto \| \| Ley de composición \| \| Interna \| |
| Conjunto           |                                                       |
| Ley de composición |                                                       |
| Interna            |                                                       |

| Conjunto           |
| Ley de composición |
| Interna            |

| Magma              | \| Conjunto \| \| Ley de composición \| \| Interna \| |
| Conjunto           |                                                       |
| Ley de composición |                                                       |
| Interna            |                                                       |

| Conjunto           |
| Ley de composición |
| Interna            |

| Magma              | \| Conjunto \| \| Ley de composición \| \| Interna \| |
| Conjunto           |                                                       |
| Ley de composición |                                                       |
| Interna            |                                                       |

| Conjunto           |
| Ley de composición |
| Interna            |

| Magma              | \| Conjunto \| \| Ley de composición \| \| Interna \| |
| Conjunto           |                                                       |
| Ley de composición |                                                       |
| Interna            |                                                       |

| Conjunto           |
| Ley de composición |
| Interna            |

| Magma              | \| Conjunto \| \| Ley de composición \| \| Interna \| |
| Conjunto           |                                                       |
| Ley de composición |                                                       |
| Interna            |                                                       |

| Conjunto           |
| Ley de composición |
| Interna            |

| Magma              | \| Conjunto \| \| Ley de composición \| \| Interna \| |
| Conjunto           |                                                       |
| Ley de composición |                                                       |
| Interna            |                                                       |

| Conjunto           |
| Ley de composición |
| Interna            |

| Magma              | \| Conjunto \| \| Ley de composición \| \| Interna \| |
| Conjunto           |                                                       |
| Ley de composición |                                                       |
| Interna            |                                                       |

| Conjunto           |
| Ley de composición |
| Interna            |

| Magma              | \| Conjunto \| \| Ley de composición \| \| Interna \| |
| Conjunto           |                                                       |
| Ley de composición |                                                       |
| Interna            |                                                       |

| Conjunto           |
| Ley de composición |
| Interna            |

| Magma              | \| Conjunto \| \| Ley de composición \| \| Interna \| |
| Conjunto           |                                                       |
| Ley de composición |                                                       |
| Interna            |                                                       |

| Conjunto           |
| Ley de composición |
| Interna            |

| Magma              | \| Conjunto \| \| Ley de composición \| \| Interna \| |
| Conjunto           |                                                       |
| Ley de composición |                                                       |
| Interna            |                                                       |

| Conjunto           |
| Ley de composición |
| Interna            |

A continuación se presenta una tabla de clasificación de estructuras algebraicas, según las propiedades que cumple su única ley de composición interna.
| Propiedad  | Interna | Asociativa | Elemento neutro | Elemento simétrico |
| Estructura | Interna | Asociativa | Elemento neutro | Elemento simétrico |
| Magma      | Sí      |            |                 |                    |
| Semigrupo  | Sí      | Sí         |                 |                    |
| Monoide    | Sí      | Sí         | Sí              |                    |
| Grupo      | Sí      | Sí         | Sí              | Sí                 |
| Bucle      | Sí      |            | Sí              | Sí                 |

Además, si la ley de composición definida es conmutativa, la estructura se denomina conmutativa o abeliana.

### Dos leyes de composición interna
Definamos para el anterior conjunto A una segunda ley de composición interna:
{\displaystyle {\begin{array}{rccl}\otimes :&A\times A&\longrightarrow &A\\&(a,b)&\longmapsto &d=a\otimes b\end{array}}}
del mismo modo que con la operación {\displaystyle \otimes }, para todo par (a, b) de elementos de A, existe un único elemento d de A para el cual {\displaystyle d=a\otimes b}. Esto se deduce de la misma definición de función.
El conjunto A junto con las dos leyes definidas se representa con la terna {\displaystyle (A,\oplus ,\otimes )}.
Supongamos que una de las leyes de composición es distributiva con respecto a la otra. Por ejemplo, {\displaystyle \otimes } es distributiva con respecto a {\displaystyle \oplus }, lo que significa que {\displaystyle \forall a,b,c\in A,\ (a\oplus b)\otimes c=(a\otimes c)\oplus (b\otimes c)}. Elegimos este caso ya que la notación resulta favorable para la comprensión, debido a las nociones de distributividad de la aritmética.
Particularmente, sólo bajo esta condición, se definen las estructuras algebraicas que se muestran en la tabla siguiente.
| Condición de magma | {\displaystyle (A,\oplus )} | {\displaystyle (A,\otimes )}                                         |
| Estructura         | {\displaystyle (A,\oplus )} | {\displaystyle (A,\otimes )}                                         |
| Semianillo         | Monoide                     | Monoide                                                              |
| Anillo             | Grupo conmutativo           | Monoide                                                              |
| Cuerpo             | Grupo conmutativo           | Grupo conmutativo (salvo elemento neutro de {\displaystyle \oplus }) |

Donde {\displaystyle \otimes } es distributiva con respecto a {\displaystyle \oplus }.
Si {\displaystyle (A,\oplus ,\otimes )} es un anillo, puede pasar que
- {\displaystyle (A,\otimes )} es un semigrupo conmutativo, en cuyo caso se habla de un anillo conmutativo.
- {\displaystyle (A,\otimes )} es un monoide, en cuyo caso hablamos de un anillo con unidad.
- {\displaystyle (A,\otimes )} es un monoide conmutativo. Se denomina a la estructura anillo conmutativo con unidad.

#### Álgebra de Boole
Las estructuras algebraicas suelen estar orientadas a las operaciones con números, por lo cual el álgebra de Boole no suele incluirse en este grupo. Sin embargo, ésta define operaciones con los elementos de un conjunto y por lo tanto es una estructura algebraica.
| Dado un conjunto {\displaystyle {\mathfrak {B}}} en el que se han definido dos leyes de composición interna {\displaystyle \oplus ,\otimes }. La estructura {\displaystyle ({\mathfrak {B}},\oplus ,\otimes )} es un álgebra de Boole si y solo si {\displaystyle ({\mathfrak {B}},\oplus ,\otimes )} es un Retículo distributivo, esto es: - {\displaystyle \otimes } es distributiva respecto a {\displaystyle \oplus }: {\displaystyle a\otimes (b\oplus c)=(a\otimes b)\oplus (a\otimes c)} - {\displaystyle \oplus } es distributiva respecto a {\displaystyle \otimes } {\displaystyle a\oplus (b\otimes c)=(a\oplus b)\otimes (a\oplus c)} |